# Dima Slobodeniouk
Dmitri "Dima" Slobodeniouk (Moscú, 1975) es un director de orquesta ruso afincado en Finlandia. Desde el 2013, es el director titular de la Orquesta Sinfónica de Galicia, y desde el 2016 de la Sinfonia Lahti. Su estilo se caracteriza por la fusión de las tradiciones musicales de su Rusia natal y de Finlandia.[cita requerida]

## Trayectoria
Dima Slobodeniouk nació en Moscú (Rusia), entre 1980 y 1989 estudió violín en la Escuela Central de Música de su ciudad natal con Zinaida Gilels d J. Chugajev, prosiguiendo sus estudios en el Conservatorio de Moscú desde 1989, en el de Middle Finlands y en la Sibelius-Akatemia de Helsinki, con Olga Parhomenko. A los 16 años, se trasladó a Finlandia, y en 1994 inició sus estudios de dirección orquestal, y participó en las clases de Atso Almila en 1996 y en 1998, y continuó después en la Sibelius-Akatemia con los maestros Leif Segerstam, Jorma Panula y con el propio Atso Almila. También, ha estudiado con Ilja Musinin y Esa-Pekka Salonen.[cita requerida]
Entre el 2005 y el 2008, fue director titular de la Oulu Sinfonia, a la que dirigió en conciertos y producciones operísticas, como Lees Cuentes d'Hoffmann, Don Giovanni u Orfeo ed Euridice, de Christoph Willibald Gluck. En la temporada 2009-2010, debutó con la Orquesta de París, y ha dirigido también orquestas como la Orchestra della Svizzera Italiana de Lugano (Suiza), la Orchestre Philharmonique de Monte-Carlo (Francia), la City of Birmingham Symphony Orchestra y la Philharmonia Orchestra de Londres en el Reino Unido, la Cincinnati Symphony Orchestra (Estados Unidos), la Oslo-Filharmonien y la Bergen Filharmoniske Orkester de Noruega, la Orquesta de París, la Orquesta Filarmónica de Holanda o la Koninklijk Concertgebouworkest de Ámsterdam (Países Bajos).
Ha obtenido gran reconocimiento por su colaboración con compositores contemporáneos. Como fruto de esta colaboración, en el 2009 presentó, siendo director artístico del Festival de Música Korsholm, las obras de Sebastian Fagerlund, en una grabación realizada con la Göteborgs Symfoniker para el sello BIS Records. También, estrenó obras de Miriam Tally y Olli Kortegangas, y ha dirigido a la Stavanger Symfoniorkester con obras de Steve Reich. En mayo del 2010, volvió a dirigir, en la Kungliga Operan de Estocolmo, la ópera Tosca, de Giacomo Puccini, después de haber debutado en la ópera sueca con Ognenny angel, de Serguéi Prokófiev.[cita requerida]
El 2 de noviembre del 2012, debutó al frente de la Orquesta Sinfónica de Galicia (OSG) con un concierto en el Palacio de la Ópera de La Coruña. El 13 de febrero del 2013 fue presentado por el alcalde de La Coruña, Carlos Negreira Souto, como director titular de la OSG, cargo en el que sucedió a Víctor Pablo Pérez. El nombramiento de Slobodeniouk por la orquesta gallega supone un impulso a la presencia de la OSG en el ámbito internacional, así como una apuesta por la renovación del repertorio y la captación de nuevos públicos. El 4 de octubre del 2013, se presentó con la orquesta coruñesa como director titular.[cita requerida]
Desde septiembre del 2016, compagina los puestos de director artístico en la Orquesta Sinfónica de Galicia y en la Sinfonia Lahti en Lahti, Finlandia.